# Giuseppe Maria Butti
Giuseppe Maria Butti (Lecco, 1º maggio 1963) è un dirigente sportivo, ex calciatore e allenatore di calcio italiano, di ruolo centrocampista.

## Carriera

### Giocatore
Ha disputato tre campionati di Serie A nelle file del Como, collezionando complessivamente 38 presenze. Ha inoltre totalizzato 106 presenze e 14 reti in Serie B con le maglie di Como, Genoa e Barletta, conquistando la promozione in massima serie col Como nella stagione 1983-1984.

### Allenatore
Ha allenato per tredici anni nelle giovanili dell'Atalanta, concludendo la sua esperienza nel 2013, dopo aver condotto gli Allievi Nazionali.
Il 28 luglio 2013 assume la guida della prima squadra del Lecco, formazione della sua città natale militante in Serie D. Si dimette dall'incarico il 21 novembre.
Dal 2017 al 2019 allena le giovanili UC Sampdoria. Dal 2021 in Svizzera al Team Ticino

### Dirigente
Dal maggio del 2014 è responsabile del settore giovanile del Lecco. Dal 2016 al 2020 è direttore tecnico del settore giovanile dell'A.C.D. Brianza Cernusco Merate. Dal 2020 è responsabile del settore giovanile del Colico Derviese

## Palmarès

### Giocatore

#### Competizioni regionali
- Eccellenza: 1

Pavia: 1998-1999